# Bent Mogensen
Bent Mogensen, död 1644, från Skånes Fagerhult vid den dåvarande dansk-svenska riksgränsen mellan Skåne och Småland, var en, av svenskarna, mycket fruktad skånsk bondeledare och friskyttekapten under Horns krig 1644-45. Bent Mogensen lyckades värva omkring 1 000 frivilliga i hembygden till Danmarks försvar, och han stupade själv i strid mot svenskarna vid Markaryd 1644.
I Skånes Fagerhult finns idag en staty över Bent Mogensen, som hälsar gäster norrifrån välkomna vid väg E4. 2003 blev statyn vandaliserad, och någon berövade honom hans armar och gevär, och det är inte säkert om statyn kommer att restaureras eller flyttas.[när?]